# 車伊洛
車 伊洛（しゃ いらく、? - 454年）は、車師前部王。車夷落とも書かれる。

## 経歴
代々焉耆の東境部落帥をつとめた家に生まれた。北魏の太武帝と通交し、延和年間に平西将軍の位を受け、車師前部王に封ぜられた。沮渠無諱が高昌で自立すると、車伊洛は無諱を攻撃した。無諱が死去し、その弟の沮渠安周が無諱の子の沮渠乾寿の兵を奪って自立すると、車伊洛は乾寿に北魏に降るよう勧めて、乾寿を平城に送った。また李宝の弟の李欽らを誘って、敦煌に送った。車伊洛は2000人あまりを率いて高昌を討ち、焉耆東関の7城を落とした。
451年、子の車歇に北魏に入朝させた。452年、自身も北魏に入朝し、上将軍の位を受けた。454年、死去した。鎮西大将軍・秦州刺史の位を追贈された。諡は康といった。

## 子女
- 車歇（襲爵、使持節・平西将軍・豫州刺史）
- 車波利（立節将軍、楽官侯）

## 伝記資料
- 『魏書』巻三十 列伝第十八
- 『北史』巻二十五 列伝第十三